# Mora landsfiskalsdistrikt
Mora landsfiskalsdistrikt var 1918–1964 ett landsfiskalsdistrikt i Kopparbergs län, bildat när Sveriges indelning i landsfiskalsdistrikt trädde i kraft den 1 januari 1918, enligt beslut den 7 september 1917. Den 1 januari 1965 avskaffades i Sverige samtliga landsfiskaler och landsfiskalsdistrikt, och deras arbetsuppgifter delades upp på de nyskapade indelningarna polisdistrikt, åklagardistrikt och kronofogdedistrikt.
Landsfiskalsdistriktet låg under länsstyrelsen i Kopparbergs län.

## Ingående områden
När Sveriges nya indelning i landsfiskalsdistrikt trädde i kraft den 1 oktober 1941 (enligt kungörelsen den 28 juni 1941) tillfördes kommunerna Sollerön och Venjan från det upplösta Venjans landsfiskalsdistrikt. När Sveriges nya indelning i landsfiskalsdistrikt trädde i kraft den 1 januari 1952 (enligt kungörelsen 1 juni 1951) ändrades inte distriktets omfattning. Den 1 januari 1959 ombildades Mora landskommun till Mora köping, dock utan förändring i distriktets omfattning. Den 1 januari 1959 ombildades slogs Mora landskommun och Morastrands köping samman till Mora köping, dock utan förändring i distriktets omfattning. 

### Från 1918
- Mora landskommun förutom Bonäs by (som låg i Våmhus landsfiskalsdistrikt).
- Morastrands köping

### Från 1 oktober 1941
- Del av Mora landskommun: Mora landskommun förutom kommunens enklaver belägna inom Våmhus landskommun, samt området norr om Våmhus landskommun, som tillhörde Orsa landsfiskalsdistrikt.
- Morastrands köping
- Solleröns landskommun
- Venjans landskommun

### Från 1 januari 1959
- Del av Mora köping: Mora köping förutom köpingens enklaver belägna inom Våmhus landskommun, samt området norr om Våmhus landskommun, som tillhörde Orsa landsfiskalsdistrikt.
- Solleröns landskommun
- Venjans landskommun